# Cheiracanthium salsicola
Cheiracanthium salsicola är en spindelart som beskrevs av Simon 1932. Cheiracanthium salsicola ingår i släktet Cheiracanthium och familjen sporrspindlar.
Artens utbredningsområde är Frankrike. Inga underarter finns listade i Catalogue of Life.